# Lingxi (häradshuvudort i Kina, Hunan Sheng, lat 29,01, long 109,84)
Lingxi (kinesiska: Ling-ch’i-chen, 灵溪, 永顺县) är en häradshuvudort i Kina. Den ligger i provinsen Hunan, i den södra delen av landet, omkring 320 kilometer väster om provinshuvudstaden Changsha. Antalet invånare är 429 672. Befolkningen består av 208 422 kvinnor och 221 250 män. Barn under 15 år utgör 22,0 %, vuxna 15-64 år 67 %, och äldre över 65 år 10,0 %.
Runt Lingxi är det ganska tätbefolkat, med 116 invånare per kvadratkilometer. Lingxi är det största samhället i trakten. I omgivningarna runt Lingxi växer huvudsakligen savannskog.
Genomsnittlig årsnederbörd är 1 790 millimeter. Den regnigaste månaden är maj, med i genomsnitt 312 mm nederbörd, och den torraste är december, med 28 mm nederbörd.